# Anthony Miles
Anthony "Tony" John Miles (Birmingham, 23 de Abril de 1955 — 12 de Novembro de 2001) foi um enxadrista profissional.

## Carreira
Iniciou a prática do enxadrismo ainda muito jovem e em 1974 alcançou seu primeiro título internacional, vencendo o Campeonato Mundial de Juniores. Dois anos mais tarde, tornou-se o primeiro britânico na lista da FIDE como Grande Mestre. Miles venceu diversos torneios de nível mundial, incluindo o Campeonato Britânico em 1982.
Em 2001, Miles, que sofria de diabetes, sofreu um ataque do coração e faleceu em casa, Birminghanm. Ele tinha 46 anos de idade.

## Jogos notáveis
- Karpov vs. Miles, Skara 1980. St. George Defence: 0–1. O jogo entre Karpov e Miles com a linha de abertura 1.e4 a6.
- Miles vs. Spassky, 1982. Abertura do Queen's Indian: 1–0. Um ataque de sacrifício esmagador contra Spassky, então ainda um dos jogadores mais fortes do mundo.
- Karpov vs. Miles, Bath 1983, Caro–Kann: 0–1. Mais uma vitória contra Karpov – então campeão mundial – e novamente com as pretas. Miles escolhe um sistema menos popular no Caro-Kann e consegue criar um jogo desequilibrado onde ambos os lados podem jogar pela vitória.